# Bootstaarttroepiaal
De bootstaarttroepiaal (Quiscalus major) is een zangvogel uit de familie troepialen (Icteridae).

## Kenmerken
In tegenstelling tot de oranje troepiaal heeft het vrouwtje (pop) een bruin verenpak, het mannetje is glanzend blauwzwart. In een groot deel van zijn verspreidingsgebied heeft het mannetje gele ogen.

## Verspreiding
De soort telt 4 ondersoorten:
- Q. m. torreyi: de oostelijk-centrale Verenigde Staten.
- Q. m. westoni: Florida.
- Q. m. alabamensis: de zuidoostkust van de Verenigde Staten van Mississippi tot Florida.
- Q. m. major: de zuidoostkust van de Verenigde Staten van Texas tot Mississippi.

De vogel komt voor langs een groot deel van de oostkust van de Verenigde Staten.